# José de Urbina
José de Urbina S. J. (1610-1665) fue un sacerdote y académico jesuita neogranadino nacido en Cáceres (Antioquia), en la actual Colombia. Fue rector del Colegio Mayor de San Bartolomé (1651-1653) y de la Universidad Javeriana (1661-1664) en Santafé de Bogotá. También fue Secretario de la Provincia en tiempos del P. Hernando Cavero (1658-1661), y rector y maestro de novicios en el Colegio de Las Nieves.
El padre José de Urbina dirigió la cátedra de Filosofía de la Universidad Javeriana por dos períodos (1647-1650; 1650-1653). Posteriormente asumió la cátedra de Teología Moral. El padre Pedro de Mercado, en su Historia de la Provincia del Nuevo Reino y Quito de la Compañía de Jesús (1683), describe al padre Urbina como «(...) varón muy religioso en la vida y muy docto en las cátedras de Artes y Teología, que leyó en la Academia de esta ciudad de Santa Fe».

## Obra
- Disputationes In octo Libros Physicorum Artis Stagyritae: De las obras del padre Urbina solo se conserva un manuscrito de su primer año de docencia, Disputationes In octo Libros Physicorum Artis Stagyritae (Disputaciones sobre los ocho libros de física de Aristóteles), de 1647, encuadernado en pergamino y conservado en la Biblioteca Nacional de Colombia. Esta obra es la primera producción académica javeriana en lo que hoy es Colombia. Su primer traductor del latín al castellano fue el venezolano Juan David García Bacca.

En esta obra, el padre Urbina se ocupa extensamente de la naturaleza y sus diversas acepciones siguiendo el sistema de categorías creado por Aristóteles y seguido por Santo Tomás de Aquino. Estudia la concepción de Dios como natura non creata, sed creatrix, la esencia de una cosa, la universalidad o totalidad de las cosas y de las series de causas creadas, la generación de los vivientes como nacimiento según su origen etimológico y la aptitud de que goza una cosa en sí misma para moverse. Estudia también el infinito y el continuo, origen del cálculo infinitesimal y de los conjuntos.